# 나우루 인산염공사
나우루 인산염공사(Nauru Phosphate Corporation)는 2005년에 설립된 나우루의 국영 회사로, 나우루의 인광석 채굴 사업을 관리한다.
나우루의 경제는 전적으로 인광석 광산에 의존하고 있다. 섬의 인광석 매장지는 2000년에 고갈되었지만 일부 인광석 광산은 아직 탐사 중인 것으로 알려져 있다. 2005년 5월 기준으로 나우루 인산염공사의 직원 수는 약 1,500명인데 나우루 전체 노동자의 3/4에 해당한다.

## 같이 보기
- 나우루의 인광석 산업